# Anton Schwarzkopf

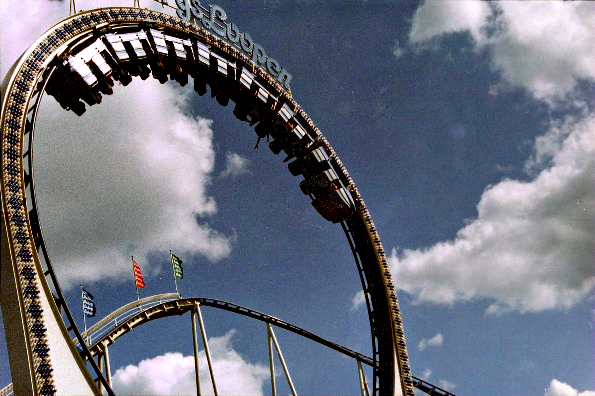
Lisebergsloopen på Liseberg var designad av Schwarzkopf.

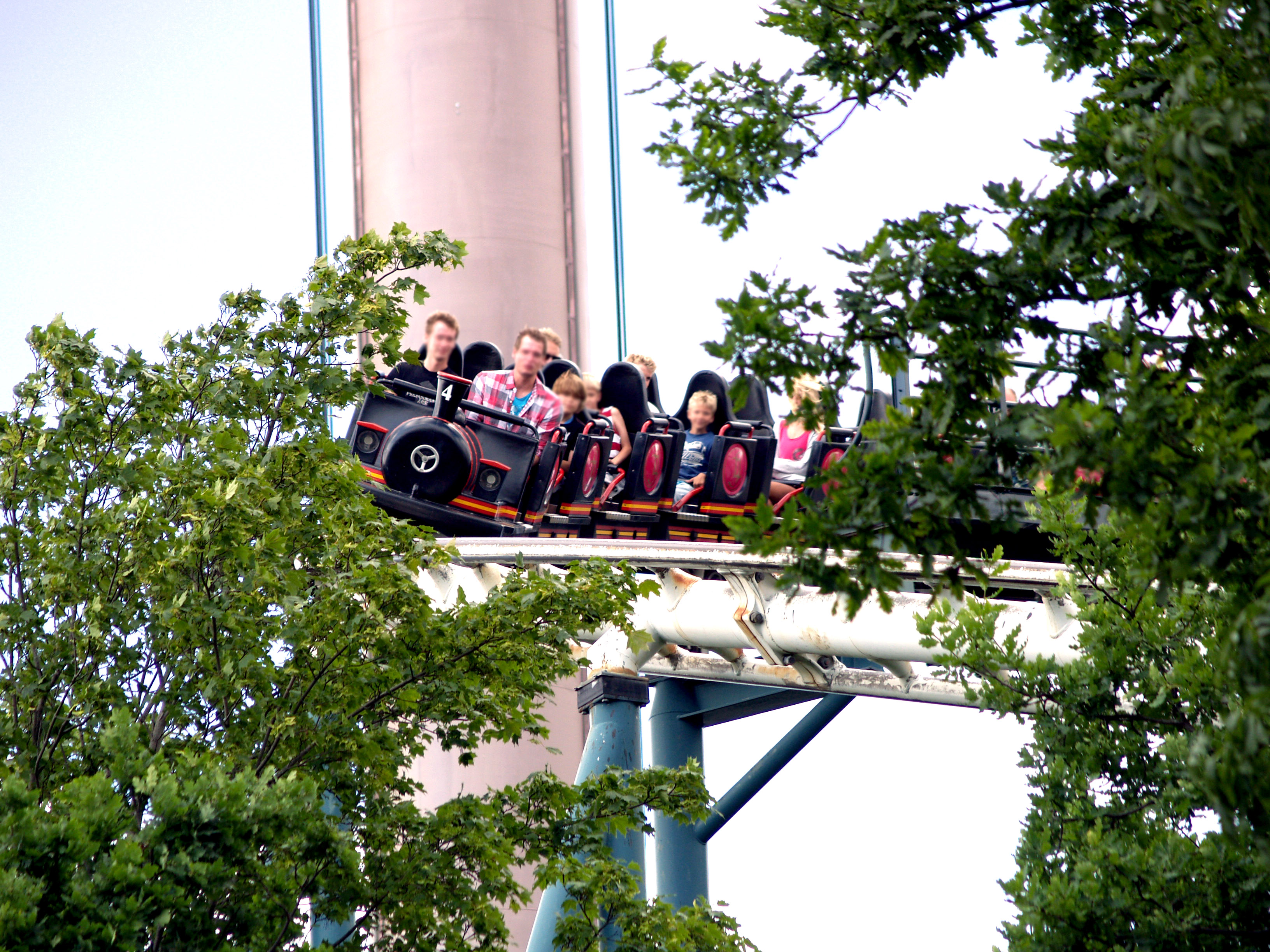
Lisebergbanan på Liseberg var Anton Schwarzkopfs egen favorit.

Anton Schwarzkopf, född 8 juli 1924 i Behlingen i Tyskland, död 30 juli 2001, var en tysk berg- och dalbanekonstruktör och grundare av företaget Schwarzkopf Industries (Schwarzkopf GmbH) som byggt ett stort antal berg- och dalbanor och andra sorters åkattraktioner runt om i världen.
Anton Schwarzkopf ritade bland annat Lisebergbanan på Liseberg i Göteborg och Jetline på Gröna Lund i Stockholm. Schwarzkopf har sagt att av alla de berg- och dalbanor han har designat var Lisebergbanan hans personliga favorit. Schwarzkopf specialdesignade Lisebergbanan så att den passade terrängen på berget inne på Liseberg.

## Biografi
Anton Schwarzkopf blev introducerad i branschen av sin far som arbetade med att specialdesigna släpvagnar som transporterade cirkusutrustning. Företaget övergick så småningom till att tillverka åkattraktioner. 1960 tog Schwarzkopf över sin fars företag och skapade 1964 sin första riktiga berg- och dalbana, The Wildcat. Schwarzkopf designade även den första katapult-berg- och dalbanan (King Kobra i nöjesparken Kings Dominion i USA) där tågen i starten skjuts i väg, i det här fallet med viktsläppsteknologi.
Schwarzkopf Industries växte snabbt tack vare det stora stödet från flera kunder som berömde deras åkattraktioner. Utanför Tyskland representerades företaget av firman Intamin AG vilket har inneburit att många gamla åkattraktioner som gottskrivits Intamin egentligen var designade och skapade av Schwarzkopf. 
Anton Schwarzkopf var inte känd för att vara en bra affärsman, och hans företag genomgick flera konkurser vilket ledde till att många åkattraktionsidéer kasserades och avtal med parker förlorades.
1995 pensionerade Schwarzkopf sig. Han dog den 30 juli 2001 efter att i många år ha lidit av Parkinsons sjukdom. Hans son Wieland arbetar fortfarande inom branschen och designar åkattraktioner. Werner Stengel, som var en av Schwarzkopfs anställda, är nu en ansedd designer av berg- och dalbanor och andra åkattraktioner.

## Åkattraktioner (urval)

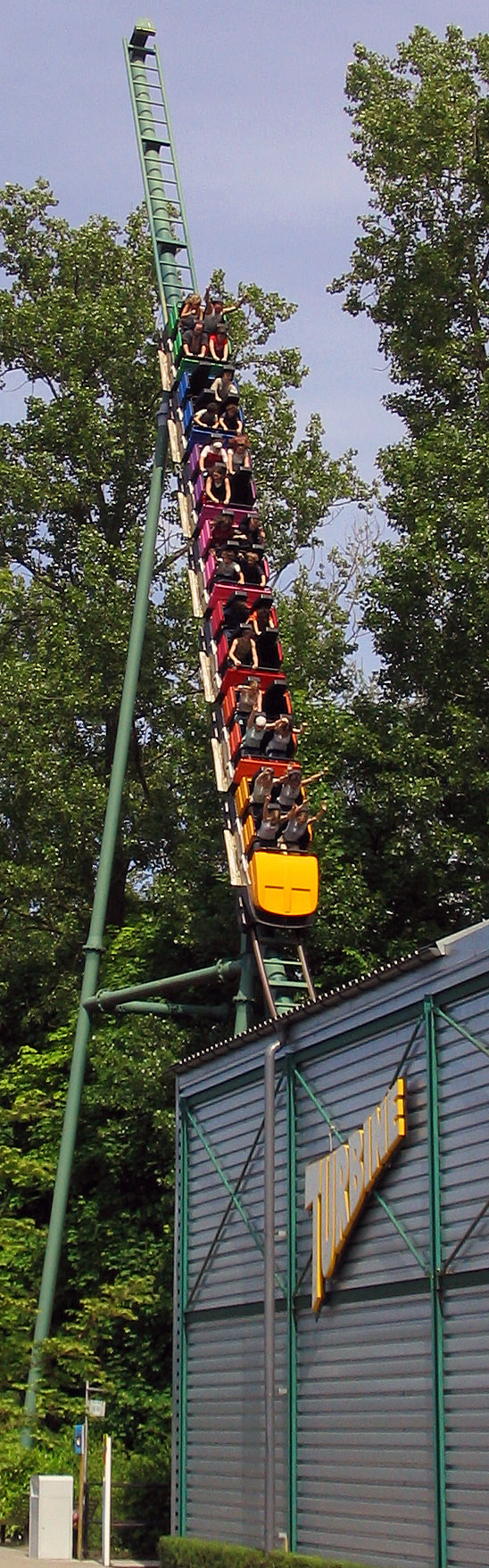
Turbine i Walibi Belgium.

### Berg- och dalbanor
| Namn                           | Typ                       | Premiärår                | Nöjespark                              | Land           |
| ------------------------------ | ------------------------- | ------------------------ | -------------------------------------- | -------------- |
| Alpenblitz                     | Mine Train roller coaster | 1979 (stängd)            | Bobbejaanland                          | Belgien        |
| Aconcagua                      | Super Speed Racer         | 1982                     | Parque de la Ciudad de Buenos Aires    | Argentina      |
| Big Bend                       | Speed Racer               | 1980 (stängd)            | Six Flags St. Louis                    | USA            |
| Black Hole                     | Jet Star                  | 2005 (stängd)            | Alton Towers                           | Storbritannien |
| Colossus the Fire Dragon       | Double Looping            | 1984                     | Lagoon Amusement Park                  | USA            |
| Gebirgsbahn                    | Mine Train roller coaster | 1975 (stängd)            | Phantasialand                          | Tyskland       |
| Grand Canyon Bahn              | Mine Train roller coaster | 1978 (stängd)            | Phantasialand                          | Tyskland       |
| Greezed Lightnin’              | Shuttle Loop              | 2003                     | Six Flags Kentucky Kingdom             | USA            |
| Greezed Lightnin'              | Shuttle Loop              | 1978 (stängd)            | Six Flags Astroworld                   | USA            |
| Greased Lightnin'              | Shuttle Loop              | 1977 (stängd)            | California's Great America             | USA            |
| Jet Star 2                     | Jet Star 2                | 1976                     | Lagoon Amusement Park                  | USA            |
| Jetline                        | /                         | 1988 (stängd pga olycka) | Gröna Lund                             | Sverige        |
| Katapul                        | Shuttle Loop              | 1999                     | Hopi Hari                              | Brasilien      |
| King Kobra                     | Shuttle Loop              | 1977 (stängd)            | Kings Dominion                         | USA            |
| La Course de Bobsleigh         | Jet Star                  | 1995                     | Nigloland                              | Frankrike      |
| Laser                          | Double Looping            | 1986                     | Dorney Park & Wildwater Kingdom        | USA            |
| Lisebergbanan                  | (specialdesignad)         | 1987                     | Liseberg                               | Sverige        |
| Lisebergsloopen                | Looping Star              | 1980 (stängd 1995)       | Liseberg                               | Sverige        |
| Looping Star                   | Looping Star              | 1980 (stängd)            | Ok Corral                              | Frankrike      |
| Mind Bender                    | /                         | 1978                     | Six Flags Over Georgia                 | USA            |
| Mindbender                     | /                         | 1985                     | Galaxyland                             | Kanada         |
| Montezooma's Revenge           | Shuttle Loop              | 1978                     | Knott's Berry Farm                     | USA            |
| Nightmare at Crack Axle Canyon | Jet Star                  | 2007                     | The Great Escape & Splashwater Kingdom | USA            |
| Radar                          | Double Looping            | 1965 (stängd)            | Gröna Lund                             | Sverige        |
| Rat Ride                       | Wildcat                   | 1987                     | Lightwater Valley                      | USA            |
| Revolution                     | Looping Roller Coaster    | 1976                     | Six Flags Magic Mountain               | USA            |
| Scorpion                       | Silverarrow               | 1980                     | Busch Gardens Africa                   | USA            |
| Shockwave                      | /                         | 1978                     | Six Flags Over Texas                   | USA            |
| SooperDooperLooper             | /                         | 1977                     | Hersheypark                            | USA            |
| Super 8                        | Wildcat                   | 1966 (stängd)            | Liseberg                               | Sverige        |
| Turbine                        | Shuttle Loop              | 1982 (stängd)            | Walibi Belgium                         | Belgien        |
| Vertigo                        | Looping Star              | 2010                     | Zoomarine                              | Italien        |
| Wiener Looping                 | /                         | 1982 (stängd)            | Wiener Prater                          | Österrike      |
| Wildcat                        | Wildcat                   | 1970 (stängd)            | Cedar Point                            | USA            |

### Andra åkattraktioner
- Dante's Inferno - spöktåg på Astroland i USA.
- Mustekala - bläckfiskkarusell på Borgbacken i Finland.
- Reef Diver - enterprise-åkattraktion på Dreamworld i Australien.
- Wiener Rad - pariserhjul på Bobbejaanland i Belgien.
- Zweef Apollo - slänggunga på Attractiepark Slagharen i Nederländerna.
- Virvelvinden (Liseberg) - Snurrande åkattraktion på Liseberg i Sverige